# Copa da Escócia de 1980–81
A Copa da Escócia de 1980-81 foi a 96º edição do torneio mais antigo do futebol da Escócia. O campeão foi o Rangers F.C., que conquistou seu 24º título na história da competição ao vencer a final contra o Dundee United F.C., pelo placar de 4 a 1.

## Premiação
| Copa da Escócia de 1980-81        |
| Escócia                           |
| --------------------------------- |
| Rangers F.C. Campeão (24º título) |